# Gerhard Tischendorf
Gerhard Tischendorf (* 25. Dezember 1927 in Treuen im Vogtland; † 10. Dezember 2007 in Zittau) war ein deutscher Mineraloge und Geochemiker am Zentralen Geologischen Institut der DDR (ZGI) in Berlin und am Zentralinstitut für Physik der Erde (ZIPE) der Akademie der Wissenschaften der DDR in Potsdam sowie Hochschullehrer an der Bergakademie Freiberg.

## Leben
Tischendorf wurde 1927 in Treuen im sächsischen Vogtland als Sohn von Helene und Paul Tischendorf geboren und wuchs dort auch auf. Von 1940 bis 1945 absolvierte er als
Jungmann die Napola Klotzsche. Noch im Januar 1945 zur Wehrmacht einberufen, geriet Tischendorf bei Schönthal (heute Krásné Údolí im Okres Karlovy Vary) in sowjetische Kriegsgefangenschaft, in der er zwei Jahre Zwangsarbeit in den Steinkohlebergwerken des Donezbeckens (Donbas) in der Ukraine zu leisten hatte. Im April 1947 wurde er aus der Kriegsgefangenschaft entlassen und holte an der Städtischen Oberschule in Auerbach/Vogtl. sein Abitur nach. Nach dem Abitur begann er im September 1948 ein einjähriges Praktikum als Bergbaubeflissener, zuerst in der unweit des Schneckensteinfelsens gelegenen Zinn-Wolfram-Grube Gottesberg im Vogtland, danach im Kalisalzbergbau auf der Anlage „Berlepsch-Meybach“ bei Staßfurt und schließlich in der Braunkohle in Deutzen bei Borna. Anschließend nahm er 1949 ein Studium der Bergbauwissenschaften an der Bergakademie Freiberg auf, wechselte aber nach dem Vordiplom zur Mineralogie, wo er mit den Mineralogen Friedrich Leutwein und Oscar Walter Oelsner bei zwei auch international renommierten Lehrern studierte.
In seiner 1953 vorgelegten und 1955 unter dem Titel Paragenetische und tektonische Untersuchungen auf Gängen der fluorbarytischen Bleiformation Freibergs, insbesondere am Halsbrückener Spat in den „Freiberger Forschungsheften“ veröffentlichten Diplomarbeit beschäftigte er sich mit der Untersuchung der paragenetischen und tektonischen Situation in der gangförmigen Pb-Zn-Lagerstätte Halsbrücke im Freiberger Bergbaurevier. Anschließend trat er eine Stelle als Assistent am Mineralogischen Institut der Bergakademie Freiberg an und befasste sich mit der Mineralogie und Genese von Selen-Mineralisationen im Harz. Im Zuge dieser Arbeiten konnte er knapp drei Wochen bei Paul Ramdohr an der Ruprecht-Karls-Universität in Heidelberg verbringen und nicht nur dessen Anschliffsammlung von Selenerzen nutzen, sondern auch von dessen immenser erzmikroskopischer Erfahrung über Selenmineralisationen profitieren.
Die Persönlichkeit von Paul Ramdohr beeinflusste Tischendorfs weiteren wissenschaftlichen Lebensweg nachhaltig.

„Die zwei Wochen bei Paul Ramdohr in Heidelberg entwickelten sich zu einem mineralogischen und menschlichen Eldorado.“

Im Jahre 1958 wurde er bei Oscar Walter Oelsner mit der Arbeit „Zur Genesis einiger Selenidvorkommen, insbesondere von Tilkerode im Harz“ promoviert. Auch in seiner Habilitation (1965) befasste er sich mit dem Vorkommen, der Mineralogie und Geochemie des Selens – die Habilitationsschrift „Zur Verteilung des Selens in Sulfiden“ wurde 1966 ebenfalls in den „Freiberger Forschungsheften“ veröffentlicht.
Ebenfalls im Jahre 1958 begann er eine Tätigkeit im Zentralen Geologischen Institut (ZGI) der DDR in Berlin, wo er bis 1981 als Leiter verschiedener Forschungsgruppen fungierte und von 1961 bis 1963 auch dessen Direktor war.
Ab 1963 baute Tischendorf am Mineralogischen Institut der Bergakademie Freiberg eine Vorlesungsreihe „Spezielle Geochemie“ auf und hielt hier bis 1989 auch Vorlesungen zu ausgewählten Kapiteln der „Metallogenie“, „Methodik der Lagerstättenprognose“ und „Methoden geochemischer und mineralogischer Untersuchungen in der angewandten geologischen Forschung“. Am 1. Februar 1971 erhielt er die facultas docendi für das Fachgebiet „Spezielle Geochemie und Metallogenie“.
Seit Ende 1971 war Tischendorf zusammen mit Miroslav Štemprok und Lucien Burnol in einem Projekt integriert, welches die Probleme des Zusammenhangs saurer granitischer Gesteine mit Zinn-Wolfram-Mineralisationen exemplarisch am Beispiel des sächsisch-böhmischen Erzgebirges sowie des französischen Zentralmassivs behandelte und unter dem Namen Metallization associated with acid magmatism (vgl. unter „Veröffentlichungen“) bekannt geworden ist.
Seit Ende der 1970er Jahre geriet Gerhard Tischendorf zunehmend in Konflikte mit dem Ministerium für Staatssicherheit der DDR, was schließlich dazu führte, dass er 1981 – nach fast 23 Jahren – das ZGI verlassen „und sich in der Praxis (!) bewähren“ musste. Nach dieser knapp zweijährigen Zwischenstation im VEB Geologische Forschung und Erkundung in Freiberg erhielt er 1983 die Möglichkeit, seine wissenschaftlichen Arbeiten am Zentralinstitut für Physik der Erde (ZIPE) der AdW der DDR bis zu dessen Schließung im Jahre 1991 fortzusetzen. Im neugegründeten, aus dem ZIPE entstandenen GeoForschungsZentrum Potsdam erlebte er sowohl sein letztes offizielles Berufsjahr als auch noch drei weitere Jahre als freier Mitarbeiter, die er zur Aufarbeitung unveröffentlichter Ergebnisse früherer Forschungen am ZIPE nutzte.
Nicht nur aufgrund seiner eigenen Vita engagierte sich Gerhard Tischendorf während und nach der politischen Wende in der DDR bei der Aufarbeitung der Auswirkungen sicherheitspolitischer Reglementierung auf die staatliche Geologie der DDR. Zwischen 1990 und 1991 war er Koordinator des Zentralen Runden Tisches Geologie in der DDR und einer der beiden Leiter der Rehabilitierungskommission des ZGI.
Gerhard Tischendorf war seit 1952 mit Hertha Tischendorf (geb. Glaß) verheiratet. Aus der Ehe ging ein Sohn hervor.

## Forschungsarbeiten
Als Hauptarbeitsgebiet von Gerhard Tischendorf sind die Prognose, Suche, Erkundung und Gewinnung mineralischer Rohstoffe zu nennen – insbesondere diejenigen solcher Elemente wie z. B. Zinn und Wolfram, die in räumlicher und zeitlicher Beziehung zu Granitoiden stehen.
Weitere Forschungsschwerpunkte waren:
- die Mineralogie und Genese von Selen-Mineralisationen und die Bildung von Selenidmineralen[4][6][5][7][8][9]
- thermodynamische Ursachen, insbesondere der Einfluss des Redoxpotentials, auf die Mineralbildung[10][11]
- die Entstehung von Zinnlagerstätten im Allgemeinen und Metallogenese im Erzgebirge[12][13][14]
- die Geochemie granitischer Gesteine, ihre Mineralogie und Geochemie und deren Klassifikation[15][16][17]
- Chemismus und Optik insbesondere von trioktaedrischen Glimmern[18][19][20][21]

## Ehrungen
Im Juni 1993 wurde Tischendorf die Ehrenmitgliedschaft auf Lebenszeit der International Association of the Genesis of Ore Deposits (IAGOD) angetragen.
Bereits 1954 war ihm die „Agricola-Medaille“ der Bergakademie Freiberg verliehen worden. Im August 1990 erhielt er die Serge-von-Bubnoff-Medaille der Gesellschaft für Geologische Wissenschaften der DDR. Ein Jahr vor seinem Tod wurde er zum Ehrenbürger der TU Bergakademie Freiberg ernannt.
Im Jahre 2002 benannte ein internationales Forscherteam mit Chris J. Stanley, Alan J. Criddle, Hans-Jürgen Förster und Andrew C. Roberts ein von ihm bereits mehr als 50 Jahre zuvor bei der Untersuchung von Erzanschliffen aus dem „Eskaborner Stollen“ bei Tilkerode im Harz erstmals beobachtetes Selenmineral mit der Idealformel Pd8Hg3Se9 Tischendorf zu Ehren als Tischendorfit.

## Veröffentlichungen (Auswahl)
Gerhard Tischendorfs Schriftenverzeichnis umfasst mehr als 150 Publikationen als Autor oder Koautor in nationalen und internationalen Fachzeitschriften. Dazu kommen Bücher und Monographien, populärwissenschaftliche Artikel und literarische Essays. Eine – nicht vollständige – Auswahl ist im „IAGOD Newsletter 2006-2007“ enthalten.
- Paragenetische und tektonische Untersuchungen auf Gängen der fluorbarytischen Bleiformation Freibergs, insbesondere am Halsbrückener Spat (Diplomarbeit, 1955)
- Zur Genesis einiger Selenidvorkommen, insbesondere von Tilkerode im Harz (Dissertation, 1959)
- Zur Verteilung des Selens in Sulfiden (Habilitationsschrift, 1965)
- Einführung in die Metallogenie, Minerogenie (zusammen mit Ludwig Baumann) (1976)
- Metallization associated with acid magmatism (Herausgeber, zusammen mit Miroslav Štemprok und Lucien Burnol)(Vol. 2, 1977, und Vol. 3, 1978)
- Silicic Magmatism and Metallogenesis of the Erzgebirge (1989)
- Grundlagen der Geochemie (Herausgeber, zusammen mit Rolf Seim) (1990)
- Erläuterungen zur Karte „Mineralische Rohstoffe Erzgebirge-Vogtland/Krušné hory 1:100 000“, Karte 2: Metalle, Fluorit/Baryt – Verbreitung und Auswirkungen auf die Umwelt (zusammen mit Günter Hösel und Jürgen Wasternack) (1997)
- Minerale der Oberlausitz (zusammen mit Wolfram Lange und Udo Krause) (2004)

Eine von Tischendorf angeregte „Mineralogie der DDR“ blieb ungeachtet eines Manuskript-Vollständigkeitsgrades von nahezu 90 % (Februar 1990) unveröffentlicht. Zur Veröffentlichung des Buches „Die Minerale des Vogtlands“ mit einer projektierten Fertigstellung im Jahr 2009 ist es aufgrund des Todes von Tischendorf nicht mehr gekommen.